# Aéroport international de Mergui
 (mars 2020).
Si vous disposez d'ouvrages ou d'articles de référence ou si vous connaissez des sites web de qualité traitant du thème abordé ici, merci de compléter l'article en donnant les références utiles à sa vérifiabilité et en les liant à la section « Notes et références ».
Aéroport de Myeik
L'aéroport international de Mergui (code IATA : MGZ • code OACI : VYME) est un aéroport situé à Mergui, en Birmanie.

## Situation
| Bhamo Îles Coco Dawei Hanthawaddy Heho Homalin Hpa-An Kalaymyo Kawthaung Kengtung Khamti Ann Kyaukpyu Kyauktu Lashio Loikaw Magway Mandalay Mawlamyaing Monghsat Monywa Myeik Myitkyina Naypyidaw Bagan · Nyaung U Pakokku Pathein Pauk Putao Sittwe Tachilek Thandwe Rangoun |

## Compagnies et destinations
| Compagnies                | Destinations                                     |
| ------------------------- | ------------------------------------------------ |
| Air KBZ (en)              | Rangoun (Yangon)                                 |
| Myanmar National Airlines | Kawthaung (en), Maulmyine (en), Rangoun (Yangon) |